# Dracorex
Dracorex hogwartsia
Genre
Espèce
Dracorex est un ancien genre éteint de dinosaures de la famille des Pachycephalosauridae ayant vécu aux États-Unis à la fin du Crétacé supérieur, au cours du Maastrichtien supérieur, soit il y a environ entre 69 et 66 Ma (millions d'années).
Ce genre est considéré par certains paléontologues comme un jeune individu du genre Pachycephalosaurus au même titre que Stygimoloch mais le débat persiste toujours.

## Découverte
Ce dinosaure a été découvert en 2006 par des chasseurs de fossiles amateurs dans la formation géologique de Hell Creek, située dans le Dakota du Sud, aux États-Unis. Il a été nommé par rapport à l'aspect de son crâne évoquant un dragon. La seule espèce décrite : Dracorex hogwartsia tient son nom du nom anglais de Poudlard (Hogwarts) dans la saga Harry Potter.

## Description

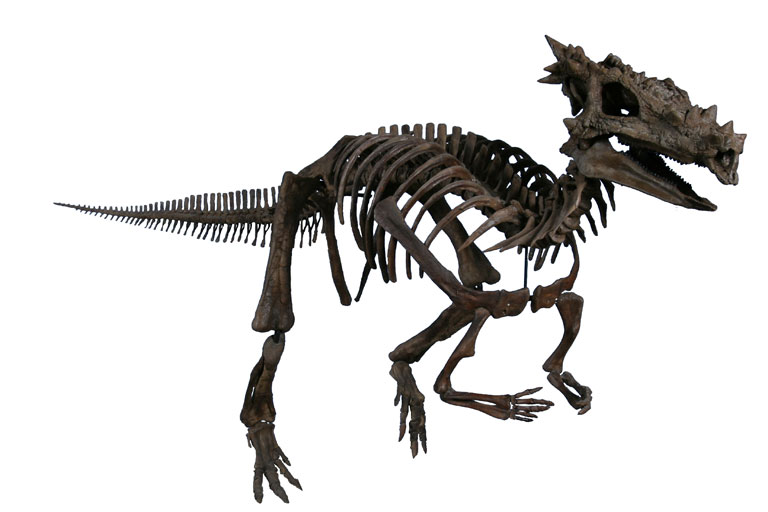
Reconstruction du squelette de « Dracorex hogwartsia » dans la collection du Musée des enfants d'Indianapolis. Le crâne est une restauration de Dracorex hogwartsia, le corps est un Pachycephalosaurus.

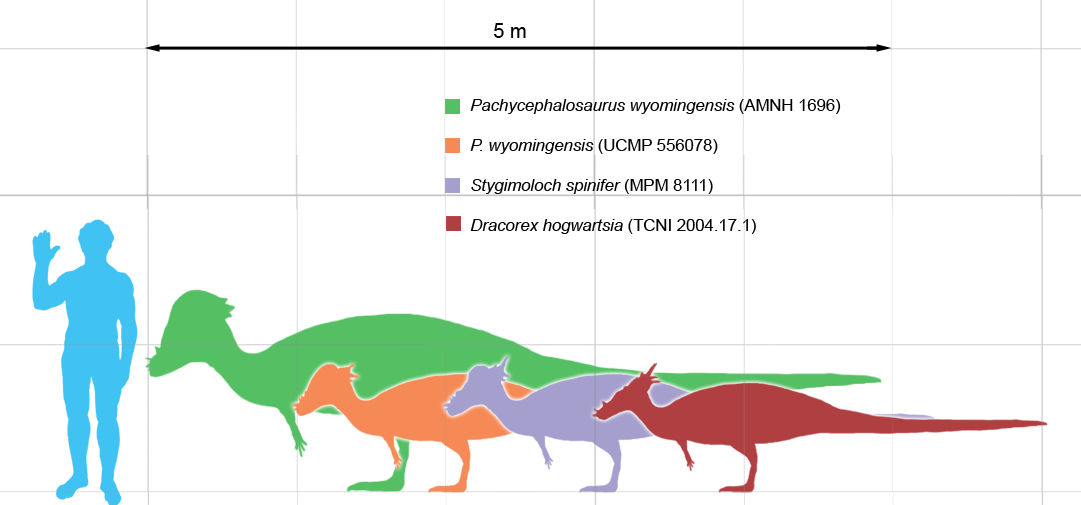
Comparaison de taille entre un adulte de
Pachycephalosaurus wyomingensis (vert),
et différents autres stades de croissance supposés,
dont Dracorex en brun et Stygimoloch en mauve. Un humain donne l'échelle.

Dracorex mesurait environ 3 m de long, 1,20 m de haut et pesait 100 kg.
Il avait le sommet du crâne très dur, piqueté de pointes sur ses marges. Cette particularité lui servait sans doute à se battre (comme les chèvres actuelles avec leurs cornes) pour se défendre ou gagner les faveurs d'une femelle, mais uniquement à l'état adulte.

## Invalidation du genre
Les genres « Dracorex » et Pachycephalosaurus sont réputés pour la très grande plasticité ontogénique de leurs crânes. Ils vivaient à la même époque et leurs fossiles ont été découverts sur les mêmes sites. « Dracorex » n'est connu que par des spécimens juvéniles, tandis que Pachycephalosaurus n'est représenté que par des adultes.
Erik Stokstad en 2007, puis Jack Horner en 2009, considèrent que « Dracorex » n'est qu'un jeune spécimen de Pachycephalosaurus. Les épines entourant le dôme du jeune « Dracorex » rétrécissent lors de la croissance de l'animal et deviennent des bosses osseuses, tandis que l'épais dôme osseux du sommet du crâne de Pachycephalosaurus, devenant adulte, croît,,.
En 2016, la découverte de crânes de juvéniles, attribués à Pachycephalosaurus dans deux lits à ossements différents de la formation de Hell Creek est présentée comme une confirmation de l'hypothèse d'une simple différence de stade de croissance entre les genres « Dracorex » et Pachycephalosaurus. Les fossiles décrits par David Evans, Mark Goodwin et leurs collègues montrent pour le genre supposé, un positionnement identique des bosses osseuses sur leurs crânes. Les caractéristiques présumées de « Dracorex » (ainsi que de « Stygimoloch ») ne sont en fait que des évolutions morphologiques qui s'inscrivent dans la courbe de croissance de Pachycephalosaurus.

## Dans la culture populaire

### Film
Dans Jurassic World Fallen Kingdom, un diorama dans le manoir de Lockwood montre un Dracorex.

### Série
Un Dracorex apparaît dans plusieurs épisodes de la série Nick Cutter et les Portes du temps. L'individu en question, qui s'avérera être une femelle, passe d'abord à travers une anomalie donnant sur le Moyen Âge où elle a inspiré le mythe du dragon. Les moyenâgeux la prennent pour une bête démoniaque, celle-ci poursuivie par un chevalier passe à travers une autre anomalie donnant sur l'époque moderne où il sera pris en charge et sauvé par les protagonistes du chevalier voulant la tuer. La série montre l'animal physiquement différent de la réalité. En effet, il porte deux voiles, qui donnent l’impression d'ailes sur le dos, ses cornes sont plus longues qu'en réalité et il possède une mâchoire dentée au lieu d'un bec. Ces modifications ont pour but de renforcer l'air de dragon de l'animal.

### Jeu vidéo
Dracorex apparaît dans l'application mobile Jurassic World Alive.
Dracorex apparaît dans le jeu Jurassic World Evolution (2018), ainsi que dans sa suite Jurassic World Evolution 2 (2021)